# Coupe de Tchécoslovaquie de football
 (août 2024).
Si vous disposez d'ouvrages ou d'articles de référence ou si vous connaissez des sites web de qualité traitant du thème abordé ici, merci de compléter l'article en donnant les références utiles à sa vérifiabilité et en les liant à la section « Notes et références ».
La coupe de Tchécoslovaquie de football est une compétition qui avait lieu annuellement de la saison 1960-61 à la saison 1992-93.
À partir de la saison 1969-70, elle opposa les vainqueurs des coupes tchèque et slovaque, épreuves qui la remplacèrent à la dissolution de la Tchécoslovaquie.

## Palmarès
| Saison  | Vainqueur               | Score                  | Finaliste             |
| ------- | ----------------------- | ---------------------- | --------------------- |
| 1960-61 | Dukla Prague            | 3-0                    | Dynamo Žilina         |
| 1961-62 | Slovan Bratislava       | 1-1 4-1                | Dukla Prague          |
| 1962-63 | Slovan Bratislava       | 0-0 9-0                | Dynamo Prague         |
| 1963-64 | Spartak Prague Sokolovo | 4-1                    | VSS Košice            |
| 1964-65 | Dukla Prague            | 0-0 (5 t.a.b. à 3)     | Slovan Bratislava     |
| 1965-66 | Dukla Prague            | 2-1 4-0                | Tatran Prešov         |
| 1966-67 | Spartak Trnava          | 2-4 2-0 (5 t.a.b. à 4) | Sparta Prague         |
| 1967-68 | Slovan Bratislava       | 0-1 2-0                | Dukla Prague          |
| 1968-69 | Dukla Prague            | 1-1 1-0                | VCHZ Pardubice        |
| 1969-70 | TJ Gottwaldov           | 3-3 0-0                | Slovan Bratislava     |
| 1970-71 | Spartak Trnava          | 2-1 5-1                | Škoda Plzeň           |
| 1971-72 | Sparta Prague           | 0-1 4-3 (4 t.a.b.à 3)  | Slovan Bratislava     |
| 1972-73 | Baník Ostrava           | 1-2 3-1                | VSS Košice            |
| 1973-74 | Slovan Bratislava       | 0-1 1-0 (4 t.a.b. à 3) | Slavia Prague         |
| 1974-75 | Spartak Trnava          | 3-1 1-0                | Sparta Prague         |
| 1975-76 | Sparta Prague           | 3-2 1-0                | Slovan Bratislava     |
| 1976-77 | Lokomotíva Košice       | 2-1                    | Sklo Union Teplice    |
| 1977-78 | Baník Ostrava           | 1-0                    | Jednota Trenčín       |
| 1978-79 | Lokomotíva Košice       | 2-1                    | Baník Ostrava         |
| 1979-80 | Sparta Prague           | 2-1                    | ZTS Košice            |
| 1980-81 | Dukla Prague            | 4-1                    | Dukla Banská Bystrica |
| 1981-82 | Slovan Bratislava       | 0-0 (4 t.a.b.à 2)      | Bohemians Prague      |
| 1982-83 | Dukla Prague            | 2-1                    | Slovan Bratislava     |
| 1983-84 | Sparta Prague           | 4-2                    | Inter Bratislava      |
| 1984-85 | Dukla Prague            | 3-2                    | Lokomotíva Košice     |
| 1985-86 | Spartak Trnava          | 1-1 (4 t.a.b. à 3)     | Sparta Prague         |
| 1986-87 | DAC Dunajská Streda     | 0-0 (3 t.a.b. à 2)     | Sparta Prague         |
| 1987-88 | Sparta Prague           | 2-0                    | Inter Bratislava      |
| 1988-89 | Sparta Prague           | 3-0                    | Slovan Bratislava     |
| 1989-90 | Dukla Prague            | 1-1 (5 t.a.b. à 4)     | Inter Bratislava      |
| 1990-91 | Baník Ostrava           | 6-1                    | Spartak Trnava        |
| 1991-92 | Sparta Prague           | 2-1                    | Tatran Prešov         |
| 1992-93 | 1.FC Košice             | 5-1                    | Sparta Prague         |